# Pallippuram Fort
Pallippuram Fort – ruiny fortu we wsi Pallipuram, na wyspie Vypeen, w Kerali, w Indiach. Jest to najstarszy zachowany europejski fort w Indiach.
Fort zbudowany został zbudowany z kamienia przez Portugalczyków w 1505 roku (inne źródła podają 1503), u ujścia rzeki Periyar do Morza Arabskiego i pozwalał kontrolować ruch statków na tej rzece.
W 1663 roku fort został zdobyty przez siły holenderskie. Ze względu na strategiczne położenie, królestwo Majsur próbowało odkupić fort od Holendrów, ale do transakcji nie doszło na skutek interwencji Brytyjskiej Kompanii Wschodnioindyjskiej.
Dopiero w 1789 roku królestwo Travancore odkupiło fort (wraz z fortem Cranganore).
Po upadku władców Majsur, fort i cały obszar Wybrzeża Malabarskiego przeszedł pod zarząd Kompanii Wschodnioindyjskiej.
Fort stracił znaczenie militarne. W 1909 roku rząd Travancore postawił pomnik przed fortem. W 1964 indyjski Department of Archeology przyznał fortowi status chronionego zabytku.

## Opis budynku
Fort zbudowany na planie sześciokąta. Do czasów współczesnych zachowały się mury trzech pięter. Podłoga parteru wyniesiona jest nad grunt około 1,5 metra. Pod podłogą znajduje się małe pomieszczenie na proch.